# Chaudin
En boucherie, charcuterie et triperie, le terme chaudin désigne un abat : le gros intestin du porc. Il peut être divisé en « poche » (cæcum), « gros frisé » et « moyen frisé » (côlon ascendant) et « suivant » (côlon descendant).
Le chaudin, soit non ouvert, soit taillé en lanières ou haché, est utilisé lors de la fabrication de diverses spécialités charcutières, notamment de saucissons, de la grande majorité des andouilles (de Vire, de Bretagne, de Guémené, de Jargeau, du Val d'Ajol, de pays), ainsi que de nombreuses andouillettes ayant droit à « dénomination particulière » reconnue par le Code des usages de la charcuterie (de Troyes ou de recette proche principalement,,).